# Il vento tra i salici
Il vento tra i salici, o Il vento nei salici, o Il bosco selvaggio: avventure d'animali (The Wind in the Willows), è un classico della letteratura per l'infanzia scritto da Kenneth Grahame, pubblicato per la prima volta nel 1908. La sua trama è incentrata su animali antropomorfi che rappresentano la società rurale inglese dell'epoca. Il romanzo è notevole per la sua mistura di misticismo, avventura, moralismo e cameratismo.
Il romanzo era già stato ristampato 31 volte nel 1929, quando A. A. Milne, divenuto poi a sua volta un celebre scrittore, ne adattò una parte per la sua rappresentazione Toad of Toad Hall.

## Trama
All'inizio del libro, è primavera, il tempo è bello, ed una buona Talpa, intenta alle pulizie di primavera, decide di sospenderle per lasciare la sua casa sotterranea e salire a prendere aria. Qui incontra Ratto, che trascorre le sue giornate lungo la riva del fiume. Ratto, dopo una breve chiacchierata con Lontra, porta Talpa a fare un giro sulla sua barca a remi. Essi si trovano bene insieme e così iniziano a trascorrere in compagnia molti giorni sul fiume, con Ratto che insegna a Talpa i segreti della navigazione.
Poco tempo dopo, in un bel giorno d'estate, Ratto e Talpa si trovano vicini a Villa Rospi (o Maniero dei Rospi, nell'originale Toad Hall) e decidono di fare visita a Rospo. Rospo è ricco, gioviale e amichevole, ma egocentrico, e tende a divenire ossessionato dalle cose per poi stancarsene velocemente. Annoiato dalla navigazione, Rospo è in quel momento tutto preso dal suo nuovo carrozzone da campeggio. Infatti, sta per partire per un viaggio, e persuade Ratto e Talpa ad andare con lui. Pochi giorni dopo, un'automobile spaventa il loro cavallo, distruggendo il caravan. Qui finisce la mania di Rospo per i carrozzoni; in compenso si fissa nel desiderare un'automobile. I tre amici tornano a casa a piedi, mentre Rospo pensa solo alla sua nuova monomania.
Talpa vorrebbe visitare Tasso, che vive nel Bosco Selvaggio (Wild Wood), ma Ratto glielo sconsiglia, perché sa che Tasso non ama le visite. Un giorno d'inverno, Talpa si reca nel bosco selvaggio, lasciando Ratto addormentato davanti al camino, sperando d'incontrare Tasso. Ben presto si perde nel bosco, e, preso dal terrore, si nasconde sotto le radici di un albero. Ratto, svegliatosi, corre a cercare Talpa, e lo trova, ma comincia a nevicare e a quel punto anche Ratto non sa più trovare la strada di casa. Solo per caso riescono ad arrivare a casa di Tasso.

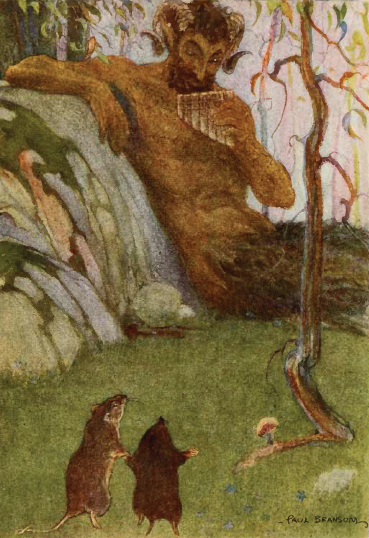
Talpa e Ratto col dio Pan (capitolo 7)

Tasso accoglie Ratto e Talpa nella sua casa grande e molto accogliente, e dà loro cibo e vestiti asciutti. Iniziano a chiacchierare, e Tasso apprende da Ratto e Talpa che Rospo ha già distrutto sei auto in incidenti stradali, è finito tre volte in ospedale, e sta spendendo una fortuna in queste sue manie. Essi decidono che bisogna fare qualcosa per fermarlo e proteggerlo da se stesso, dal momento che dopotutto sono suoi amici.
Alcuni mesi dopo, Tasso visita Talpa e Ratto per cercare un rimedio alle ossessioni autodistruttive di Rospo. Dopo aver provato a parlargli senza risultati, decidono di mettere sotto controllo la sua casa; ma Rospo fugge e ruba un'automobile. Viene catturato, trascinato in tribunale e condannato a vent'anni di carcere. Frattanto, Ratto visita Lontra e scopre che uno dei suoi figli è scomparso. Ratto e Talpa aiutano Lontra a cercarlo. Ricevono aiuto dal dio Pan, che li guida nel luogo ove si trova il cucciolo scomparso. Pan rimuove poi dalla loro memoria il ricordo del loro incontro.
In prigione, Rospo giace in lacrime, guadagnandosi le simpatie della figlia del carceriere, che decide di aiutarlo a scappare. Lo convince a travestirsi da lavandaia. Così camuffato, Rospo fugge dal carcere e si reca alla stazione, dove riesce a prendere un treno che lo riporterà a casa (avendo lasciato i soldi nei suoi vestiti, rimasti in carcere, è costretto a promettere al macchinista di lavargli la biancheria). Mentre è in viaggio, si accorge che il treno è inseguito da una locomotiva colma di poliziotti che intimano al macchinista di fermarsi. Rospo salta dal treno in corsa e si rifugia in un bosco, per ricominciare la fuga a piedi il giorno successivo.
Il mattino seguente, sempre vestito da lavandaia, raggiunge il fiume e si offre di lavare la biancheria alla proprietaria di una barca guidata da un cavallo. Successivamente litiga con la proprietaria, la deruba del cavallo, che poi vende ad uno zingaro. Raggiunta la Strada Maestra, ferma un'auto, i cui proprietari gli offrono un passaggio. Ma dopo un po' decide di mettersi al volante provocando un nuovo incidente. Dopo essere fuggito, riesce in qualche modo a raggiungere Villa Rospi.
Qui scopre che gli abitanti del Bosco Selvaggio si sono insediati nella sua dimora, nonostante i tentativi di proteggerla da parte di Talpa e Tasso. Benché afflitto dalla perdita della sua casa, Rospo comprende di avere dei veri amici, e quanto sia stato negativo il suo comportamento. Attraverso un passaggio segreto, Tasso, Talpa, Ratto e Rospo entrano in casa e scacciano gli intrusi. Rospo, riconquistata Villa Rospi, promette di correggere i suoi errori, e di seguire sempre i consigli dei suoi amici. Gli animaletti finalmente possono vivere felicemente insieme.

## Personaggi principali

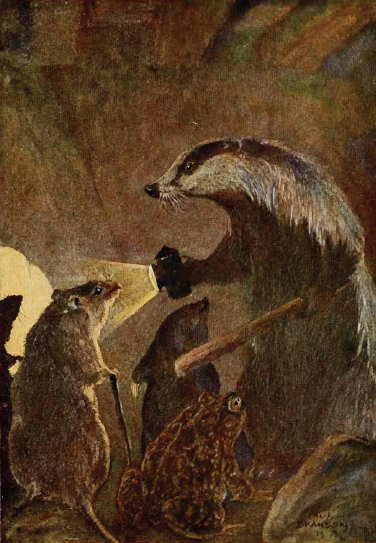
Ratto, Talpa, Tasso e Rospo alla riconquista di Villa Rospi nel penultimo capitolo del libro

- Mr. Rospo – Il ricco proprietario di Villa Rospi (Toad Hall). Buono di natura, ma impulsivo ed egocentrico, finisce imprigionato per furto, guida pericolosa e oltraggio a pubblico ufficiale. È soggetto ad ossessioni e fissazioni, come navigare, guidare caravan o auto, finché non se ne annoia e passa ad un'altra mania. Molti capitoli del libro sono dedicati alla sua fuga dal carcere travestito da lavandaia.
- Talpa – Un educato animale pantofolaio, è il primo che appare in scena.

- Ratto – Un calmo ed amichevole ratto d'acqua, ama il fiume e prende Talpa sotto la sua ala protettiva.

- Mr. Tasso – Scontroso e solitario, "semplicemente odia la Società". Può essere visto come un saggio erudito, un buon leader e gentiluomo, e rappresenta il "buon senso" inglese. È anche coraggioso e aiuta a scacciare gli abitanti del Bosco Selvaggio da Villa Rospi.

## Personaggi secondari
- Lontra e Portly – Un amico di Ratto e suo figlio.

- La figlia del carceriere – Unico essere umano: aiuta Rospo a fuggire di prigione.

- Il capo degli Ermellini – Guida la banda di ermellini, faine e furetti ed è l'antagonista principale in molti adattamenti. Si impossessa di Villa Rospi.

- Pan – Il dio greco fa una sola apparizione nel capitolo 7, The Piper at the Gates of Dawn.

- Il vagabondo – Un ratto vagabondo, che fa una sola apparizione.

- Gli abitanti del Bosco selvaggio – Faine, ermellini, volpi e così via, sono descritti da Ratto: "all right in a way ... but ... well, you can't really trust them".

- Scoiattoli e conigli, generalmente buoni ma mentalmente ritardati.

- Salice, l'albero che cresce lungo la riva del fiume, personificato.

## Adattamenti

### Teatro
- Toad of Toad Hall di A. A. Milne, prodotto nel 1929
- Wind in the Willows, da William P. Perry, con Nathan Lane
- The Wind in the Willows di Alan Bennett nel 1991
- Mr. Toad's Mad Adventures di Vera Morris
- Wind in the Willows (UK National Tour) di Ian Billings
- The Wind in the Willows Harrogate Youth Theatre- Harrogate's Valley Gardens.[2]

### Cinema e televisione
- Un primo adattamento cinematografico risale al 1949, ed è un mediometraggio prodotto da Walt Disney, successivamente divenuto metà del lungometraggio Le avventure di Ichabod e Mr. Toad (l'altra metà è ispirata al breve racconto di Washington Irving La leggenda di Sleepy Hollow).
- Il vento nei salici è un film di Terry Jones del 1996.
- Il vento nei salici è un film di animazione del 1995, per la regia di Dave Unwin.

## Edizioni italiane
- Il bosco selvaggio: avventure d'animali, traduzione di Agostina Bonuzzi, illustrazioni di Romeo Musa, Verona, La tipografica veronese, 1935.
- Don Rospo di Castelrospo (Il vento tra i salici), traduzione di Eugenio Vaquer, illustrazioni di Silvio Cesare Calvino, Firenze, La Nuova Italia, 1946.
- Il vento nei salici, traduzione di Beppe Fenoglio, a cura di John Meddemmen, illustrazioni di Ernest H. Shepard, Torino, Einaudi, 1982. - Collana ET Letteratura n.411, Einaudi, 1996; Einaudi Ragazzi, 2007.
- Il vento tra i salici, traduzione di Bruno Oddera, Mondadori, 1985.
- Il vento tra i salici, traduzione e apparato didattico a cura di Antonio Bertolotti, illustrazioni di Stefano Olivieri, Edizioni del Quadrifoglio, 1990.
- Il vento tra i salici, traduzione di S. Di Mella, illustrazioni di David Roberts, Milano, BUR, 2012. In questa edizione è stato omesso il capitolo 7 'The piper at the gates of dawn'.
- Come il vento tra i salici, traduzione di Beppe Fenoglio, illustrazioni di Valerio Berruti, Gallucci, 2016.